# Bulbophyllum negrosianum
Bulbophyllum negrosianum är en orkidéart som beskrevs av Oakes Ames. Bulbophyllum negrosianum ingår i släktet Bulbophyllum och familjen orkidéer. Inga underarter finns listade i Catalogue of Life.